# 捷米里夫齊
49°6′27″N 24°35′44″E / 49.10750°N 24.59556°E
捷米里夫齊（烏克蘭語：Темирівці），是烏克蘭西部的村莊，隸屬伊萬諾-弗蘭科夫斯克州的伊萬諾-弗蘭科夫斯克區。該村面積13.4平方公里，2001年人口285，人口密度每平方公里21.3人。